# Calomys
Calomys (Waterhouse, 1837) è un genere di roditori della famiglia dei Cricetidi.

## Descrizione

### Dimensioni
Al genere Calomys appartengono roditori di piccole dimensioni, con lunghezza della testa e del corpo tra 60 e 125 mm e la lunghezza della coda tra 30 e 90 mm.

### Caratteristiche craniche e dentarie
Il cranio è delicato con una regione inter-orbitale che varia tra le specie e può avere sia i bordi paralleli che convergenti anteriormente, rialzati oppure piani. Il palato è lungo ed ha due fori allungati. Gli incisivi superiori sono opistodonti, ovvero con le punte rivolte verso l'interno della bocca, i molari hanno la corona bassa.
Sono caratterizzati dalla seguente formula dentaria:

### Aspetto
Le parti dorsali variano dal bruno-grigiastro al bruno giallastre, i fianchi sono più chiari mentre le parti ventrali sono biancastre con la base dei peli grigia. Le orecchie sono relativamente corte, ricoperte finemente di peli e con una caratteristica macchia biancastra o giallo-brunastra alla loro base posteriore. I piedi sono piccoli e ricoperti dorsalmente di peli bianchi, le piante sono prive di peli e sono provviste di sei cuscinetti carnosi. La coda è più corta della testa e del corpo, è rivestita di corti peli, è scura sopra e più chiara sotto. Le femmine hanno da tre a sette paia di mammelle. È presente la cistifellea.

## Distribuzione
Il genere è diffuso in tutta l'America meridionale.

## Tassonomia
Il genere comprende 19 specie:
- Calomys achaku
- Calomys boliviae
- Calomys callidus
- Calomys callosus
- Calomys cerqueirai
- Calomys chinchilico
- Calomys expulsus
- Calomys fecundus
- Calomys frida
- Calomys hummelincki
- Calomys laucha
- Calomys lepidus
- Calomys mattevii
- Calomys miurus
- Calomys musculinus
- Calomys sorella
- Calomys tener
- Calomys tocantinsi
- Calomys venustus